# Про становище країни

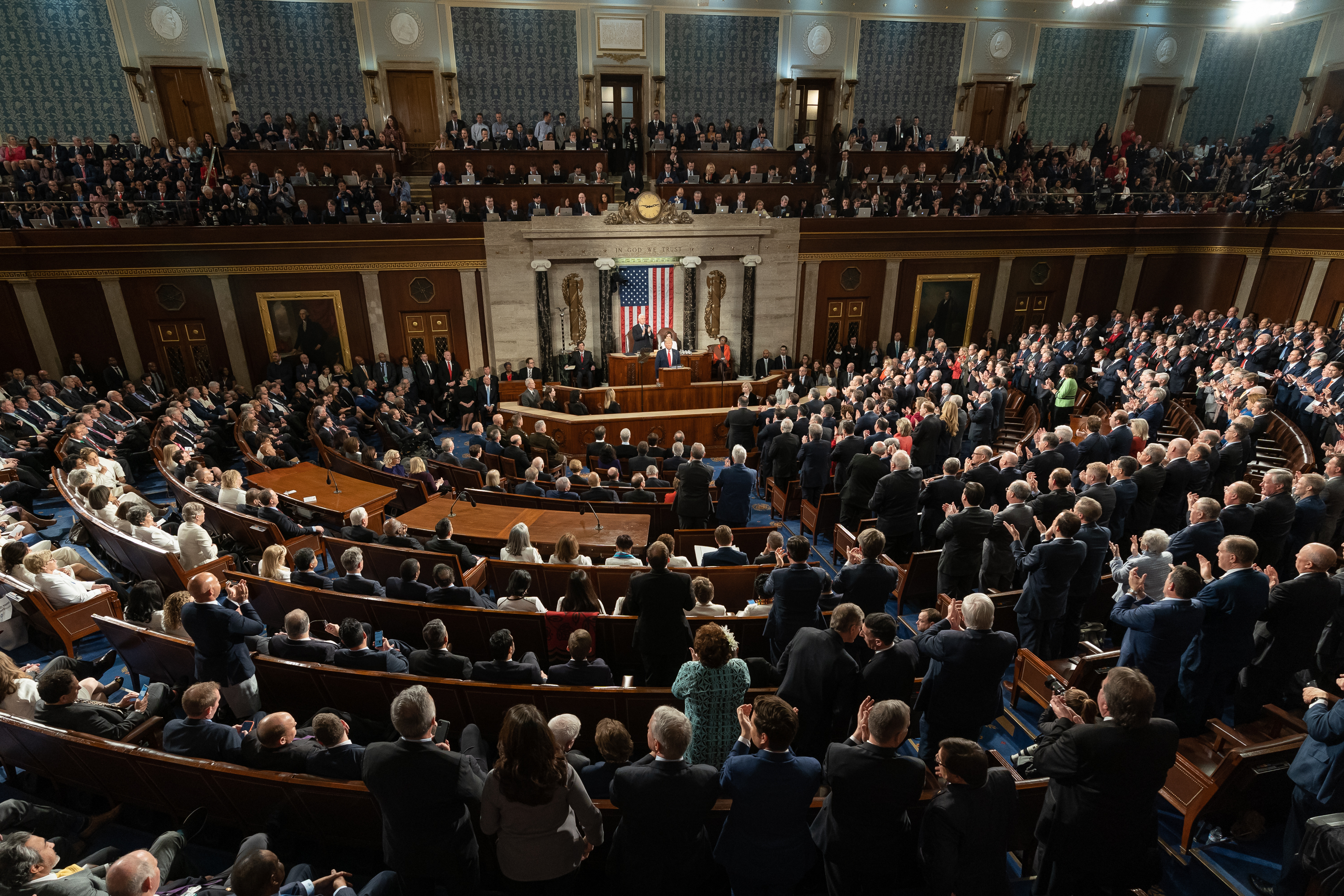
Президент Дональд Трамп виступає зі зверненням «Про становище країни» перед Конгресом, лютий 2020

Звернення «Про становище країни» (англ. State of the Union Address, дослівно: «Про становище Союзу») — щорічне послання, яке Президент США презентує на засіданні обох палат Конгресу США на початку кожного календарного року перебування на посаді. Послання зазвичай містить повідомлення щодо стану економіки країни та бюджету, а також є платформою для пропонування президентом законодавчих ініціатив та національних пріоритетів.
Це звернення виконує вимогу третього розділу другої статті Конституції США, за якою «Президент має періодично повідомляти Конгрес про стан Союзу і подавати на розгляд Конгресу заходи, які він вважає за потрібні і доцільні». Дата цієї події не є фіксованою. Протягом більшої частини першого століття існування Сполучених Штатів Америки президенти зазвичай подавали письмові звіти до Конгресу. З 1913 року 28-й президент Вудро Вільсон почав регулярну практику персонального виступу перед Конгресом. Звернення президента до Конгресу стало публічною подією, яка широко транслюється різними каналами у США, із розвитком радіо та телебачення.

## Процедура
Практика звернення базується на положенні третього розділу другої статті Конституції США, яке в американському конституційному праві називають «пунктом про президентське звернення» (англ. State of the Union Clause):

| Президент має періодично повідомляти Конгрес про стан Союзу і подавати на розгляд Конгресу заходи, які він вважає за потрібні і доцільні. |
Текст цього положення не містить конкретики, тому більшість практик навколо президентського звернення базуються на традиції і змінювалися протягом історії. Конституція також не визначає періодичність звернення, але традиція того, що воно є щорічним, бере свій початок із першого президента США Джорджа Вашингтона. Традиційно президент виступає із цим зверненням на початку року: наприкінці січня або на початку лютого (у період із 1934 до 2020 року найранішою датою було 3 січня, а найпізнішою — 12 лютого).
Попри те, що зараз звернення «Про становище країни» традиційно має форму промови президента перед Конгресом, це не є формальним обов'язком. До початку XX століття звернення зазвичай мало форму щорічного письмового звіту. Починаючи із Вудро Вільсона у 1910-их роках кожен із президентів (за єдиним винятком Герберта Гувера) хоча би раз виступив із цим зверненням перед спільною сесією Конгресу.
З часів Франкліна Рузвельта президент зазвичай виступає перед засіданням обох палат Конгресу, і захід проходить на території Палати представників Капітолія. Нові президенти зазвичай виступають із промовою перед Конгресом у лютому під час свого першого року на посаді (тобто протягом кількох тижнів від інавгурації), але ця промова офіційно не вважається зверненням «Про становище країни».
Історично аудиторією для президентського звернення був Конгрес США, але із розвитком технологій — радіо, телебачення та інтернету — звернення «Про становище країни» транслюється на всю країну і привертає велику увагу медіа та експертів. Тому воно є важливим способом для президента публічно заявити про свою програму і анонсувати свої ініціативи. Для того, щоб досягнути якомога ширшої аудиторії, зараз зазвичай звернення відбувається не вдень, а увечері.

## Історія
Джордж Вашингтон, перший президент США, виступив із першим регулярним щорічним посланням перед засіданням обох палат Конгресу 8 січня 1790 у місті Нью-Йорк, яке на той час було тимчасовою столицею США. 1801 року третій президент Томас Джефферсон припинив практику живих виступів із промовою, вважаючи її занадто монархічною, схожою до тронної промови (історики також припускають, що Джефферсон не хотів виступати із промовою наживо, бо не був хорошим публічним промовцем). Замість цього звернення надсилалося до Конгресу у письмовій формі, де його зачитував службовець Конгресу. Така практика тривала до 1913 року, коли Вудро Вільсон відновив публічні промови перед Конгресом. Відтоді майже кожного року президенти виступали із промовою перед Конгресом, хоча були також винятки. Останнім президентом, який надіслав письмове повідомлення замість виступу став Джиммі Картер у 1981 році, за кілька днів до завершення його президентської каденції після поразки Рональду Рейгану.
Тривалий час цю промову називали «щорічним посланням Президента до Конгресу». Термін «Про становище країни» (англ. State of the Union) вперше вжив 1934 року президент Франклін Рузвельт. З початку 1940-х років його широко вживали неофіційно, а із 1947 року термін став офіційним.
Промова Воррена Гардінга у 1922 році була першим президентським щорічним посланням, яке транслювали по радіо, хоча й для обмеженої аудиторії, тоді як промову Калвіна Куліджа у 1923 році вперше транслювали для всієї країни. 1936 року президент Рузвельт вперше виступив із промовою увечері, але цей прецедент не повторювався до 1960-х років.
У 1947 році щорічне послання президента вперше транслювалося на телебаченні — тоді пост обіймав Гаррі Трумен. 1965 року президент Ліндон Джонсон вперше виступив із промовою увечері, щоб досягти якомога ширшої аудиторії. 1997 року промову «Про становище країни», з якою виступив тодішній президент Білл Клінтон, уперше транслювали наживо в інтернеті.